# Wilhelm Feit

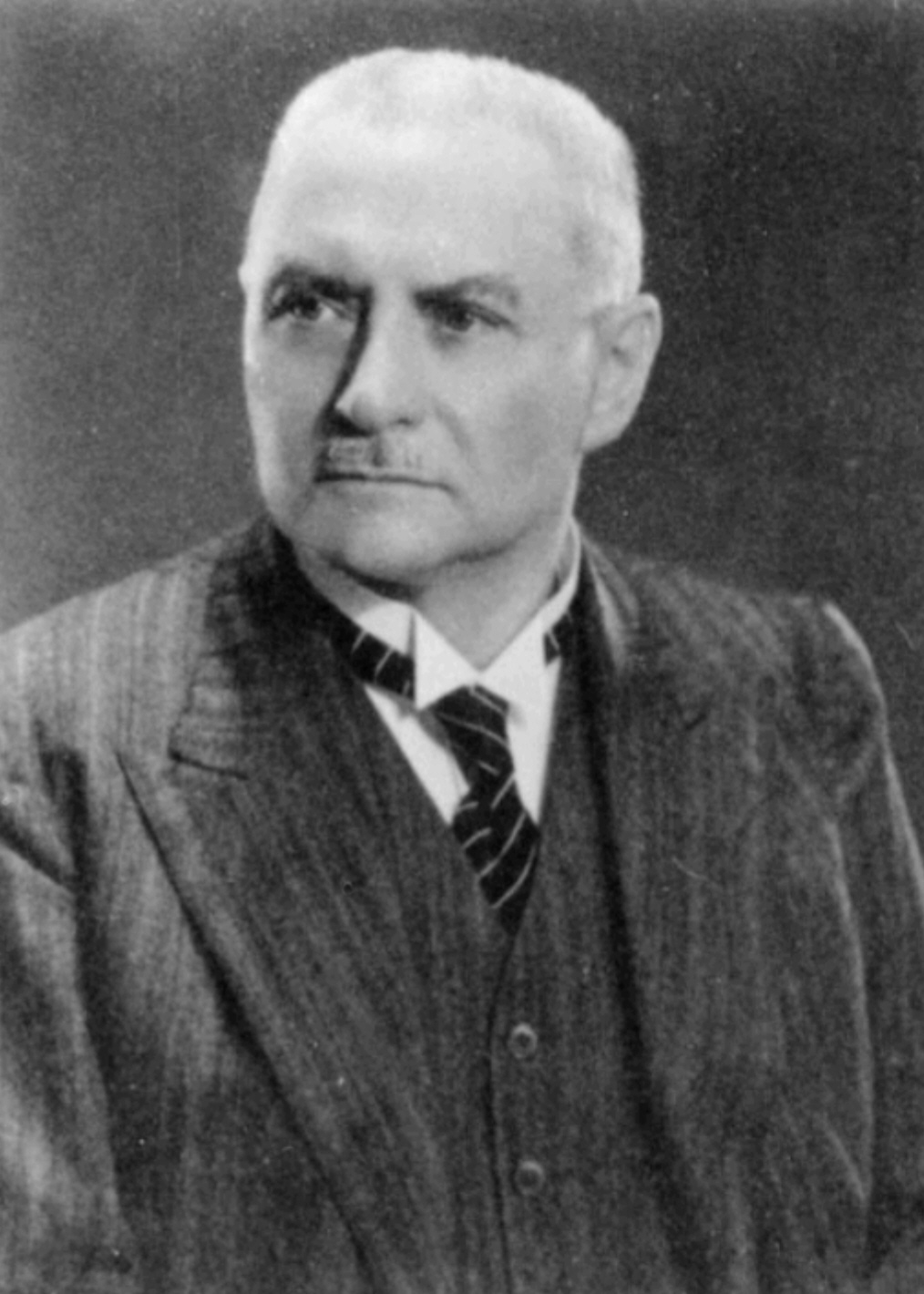

Wilhelm Friedrich August Feit (* 24. Januar 1867 in Lippstadt; † 19. Juni 1956 in Bad Nauheim) war ein deutscher Chemiker.

## Leben
Als Sohn des Stellmachers Friedrich Feit aus Lippstadt geboren, besuchte er die Elementarschule und die Realschule I. Ordnung seiner Heimatstadt, bis er Ostern 1884 das Abitur bestand. Feit arbeitete anschließend „ein Jahr auf den Lippstädter Eisenwerken“, bevor er mit dem Studium der Chemie und Hüttenkunde an der Technischen Hochschule in Berlin-Charlottenburg begann. 1887 verpflichteten ihn die Kaliwerke Aschersleben als Chemiker.
Die Zeit dort wurde durch den Militärdienst unterbrochen und den anschließenden Erwerb des Doktorgrades. Bis 1894 blieb er dann in Aschersleben, bevor er in Langelsheim bei der Gewerkschaft „Hercynia“ tätig wurde und dann die Leitung des gewerkschaftseigenen Unternehmens in Vienenburg übernahm.
1908 wurde Wilhelm Feit Nachfolger von Georg Borsche (1844–1926) als Generaldirektor der Vereinigten Chemischen Fabriken zu Leopoldshall (abgekürzt: VCF – für Vereinigte Chemische Fabriken) in der Gemeinde und späteren Stadt Leopoldshall/Anhalt – heute ein Ortsteil von Staßfurt. 1922 gingen die VCF zu Leopoldshall als "Werk Leopoldshall" in den Kaliwerken Aschersleben AG auf und Feit wurde in deren Aufsichtsrat berufen.
Nach seiner Pensionierung gehörte er weiterhin dem Aufsichtsrat der Vereinigten Kaliwerken Salzdetfurth A.G. an. Dr. Dr.-Ing. Wilhelm Feit war auch immer Chemiker. Seine Arbeiten über die Kalisalze und ihre Verarbeitung wirkten nachhaltig.
1919 gründete er in Berlin die Kaliforschungsanstalt und sein Lieblingsgebiet waren die „seltenen Erden“. In seinen z. T. auch privaten Laboratorien in Leopoldshall und in Berlin-Zehlendorf hatte er erfolgreich die Reinform seltener Erdelemente dargestellt, und ihm war es zu verdanken, dass aus den Ascherslebener Vorkommen größere Mengen des nur selten vorhandenen Rheniums für die Forschung zur Verfügung gestellt werden konnten.
Zahlreiche Ehrungen wurden ihm zuteil: Die technische Hochschule zu Berlin verlieh ihm die Ehrendoktorwürde, die preußische Akademie der Wissenschaften zeichnete ihn 1932 mit der Leibniz-Medaille in Silber aus und der Verein deutscher Chemiker verlieh ihm die Liebig-Medaille und machte ihn zu seinem Ehrenmitglied. Die Stadt Leopoldshall (heute Ortsteil von Staßfurt) ernannte Dr. Feit am 27. Februar 1922 zu ihrem Ehrenbürger. Auch die Stadt Aschersleben, in der er beigesetzt wurde, ernannte ihn zum Ehrenbürger.